# Agromyza lucida
Agromyza lucida är en tvåvingeart som beskrevs av Friedrich Georg Hendel 1920. Agromyza lucida ingår i släktet Agromyza och familjen minerarflugor. Arten är reproducerande i Sverige. Inga underarter finns listade i Catalogue of Life.